# Indicacions de precaució del GHS
Les indicacions de precaució formen part del Globally Harmonized System of Classification and Labeling of Chemicals (Sistema mundialment harmonitzat de classificació i etiquetatge de productes químics, o GHS). Tenen la finalitat de formar un conjunt de frases estandarditzades que donen consells sobre el correcte maneig de les substàncies químiques i mescles, que pot ser traduït a diferents idiomes. Per tant, serveixen al mateix propòsit que les frases S, que estan destinades a ser substituïdes.
Els indicacions de precaució són un dels elements clau per a l'etiquetatge dels envasos en el marc del GHS, juntament amb:
- una identificació del producte;
- un o més pictogrames de perill (quan sigui necessari)
- una paraula d'advertència - ja sigui Perill o Precaució - quan sigui necessari
- indicacions de perill, que indica la naturalesa i grau dels riscos plantejats pel producte
- identitat del proveïdor (que podria ser un fabricant o un importador)

Cada declaració de precaució es designa per un codi, començant amb la lletra P i seguit de tres dígits. Les declaracions que corresponen als perills relacionats estan agrupats per nombre de codi, de manera que la numeració no és consecutiva. El codi s'utilitza per a fins de referència, per exemple, per ajudar amb les traduccions, però és la frase real la que ha d'aparèixer en les etiquetes i fitxes de dades de seguretat. Algunes frases de precaució són combinacions, indicades per un signe més "+". En diversos casos, hi ha una opció de fraseologia, per exemple "Evitar respirar pols/fum/gas/boira/vapors/aerosol": el proveïdor o agència reguladora ha de triar la redacció apropiada per al producte en qüestió.